# Oceanário de Aracaju
O Centro de Visitantes do Tamar, também conhecido como Oceanário de Aracaju, é uma importante ferramenta de sensibilização e educação ambiental da população. Fica localizado na Orla de Atalaia e tem formato de uma enorme tartaruga, sendo o primeiro Oceanário do nordeste e o quinto do Brasil. É um dos atrativos turísticos da capital do Estado de Sergipe.
O Oceanário de Aracaju recebe por mês cerca de 10 000 visitantes, foi inaugurado em junho de 2002 e tem capacidade para receber até 300 pessoas ao mesmo tempo, alcançando a marca de aproximadamente 120 000 visitantes por ano. Localizado a 500 metros do mar, ele reúne cerca de 70 espécies diferentes, todas nativas de Sergipe expostas em 18 aquários (cinco de água doce e 13 de água salgada).
Foi criado, construído e é mantido e administrado pela Fundação Pró-Tamar, através da coordenação regional do Projeto Tamar em Sergipe. Instalado na praia da Atalaia, a 500m do mar, ocupa 141 000 m² de área cedida pelo Governo Federal, através de contrato de cessão entre o Serviço de Patrimônio da União e a Fundação Pró-Tamar. Tem área construída de 1700 m², na forma de uma tartaruga gigante, com a cobertura em eucalipto e piaçava. É um dos atrativos turísticos de Aracaju, destacando-se na moderna e revitalizada Orla de Atalaia, entre espelhos d’água com pontes, calçadão, ciclovia e espaço para exposições, shows e esportes aquáticos.
Através de atividades regulares, como visitas orientadas, palestras e exposições, favorece a sensibilização de moradores e visitantes para a conservação do ecossistema marinho e das riquezas do rio São Francisco. Palestras, mostras de vídeo e aulas junto aos aquários, permitem aos visitantes aprenderem sobre o ecossistema do litoral sergipano e conhecerem diversas espécies de animais marinhos.

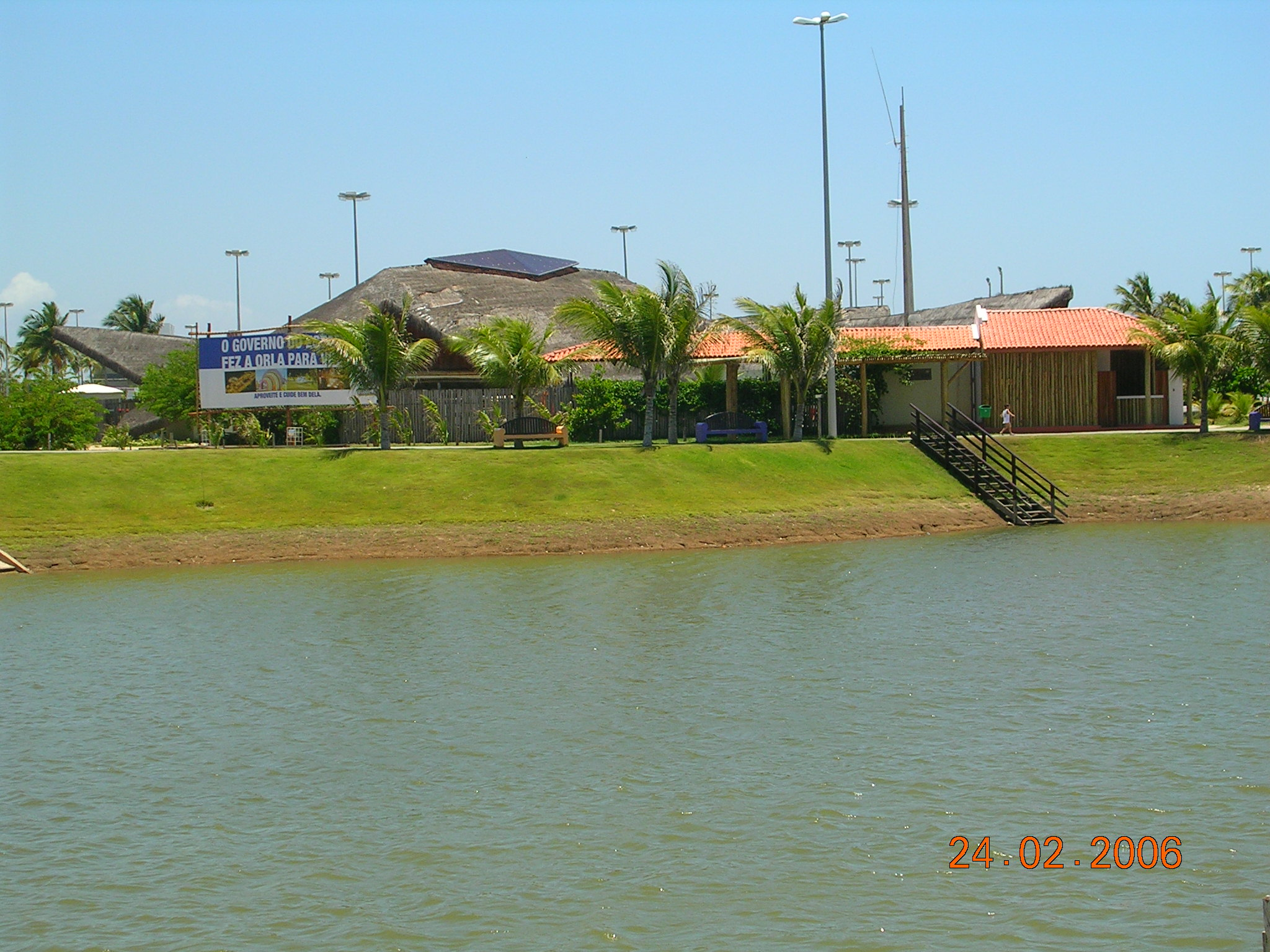
Vista da parte externa do Oceanário de Aracaju observada de um dos lagos da Orla de Atalaia.

## Atrações

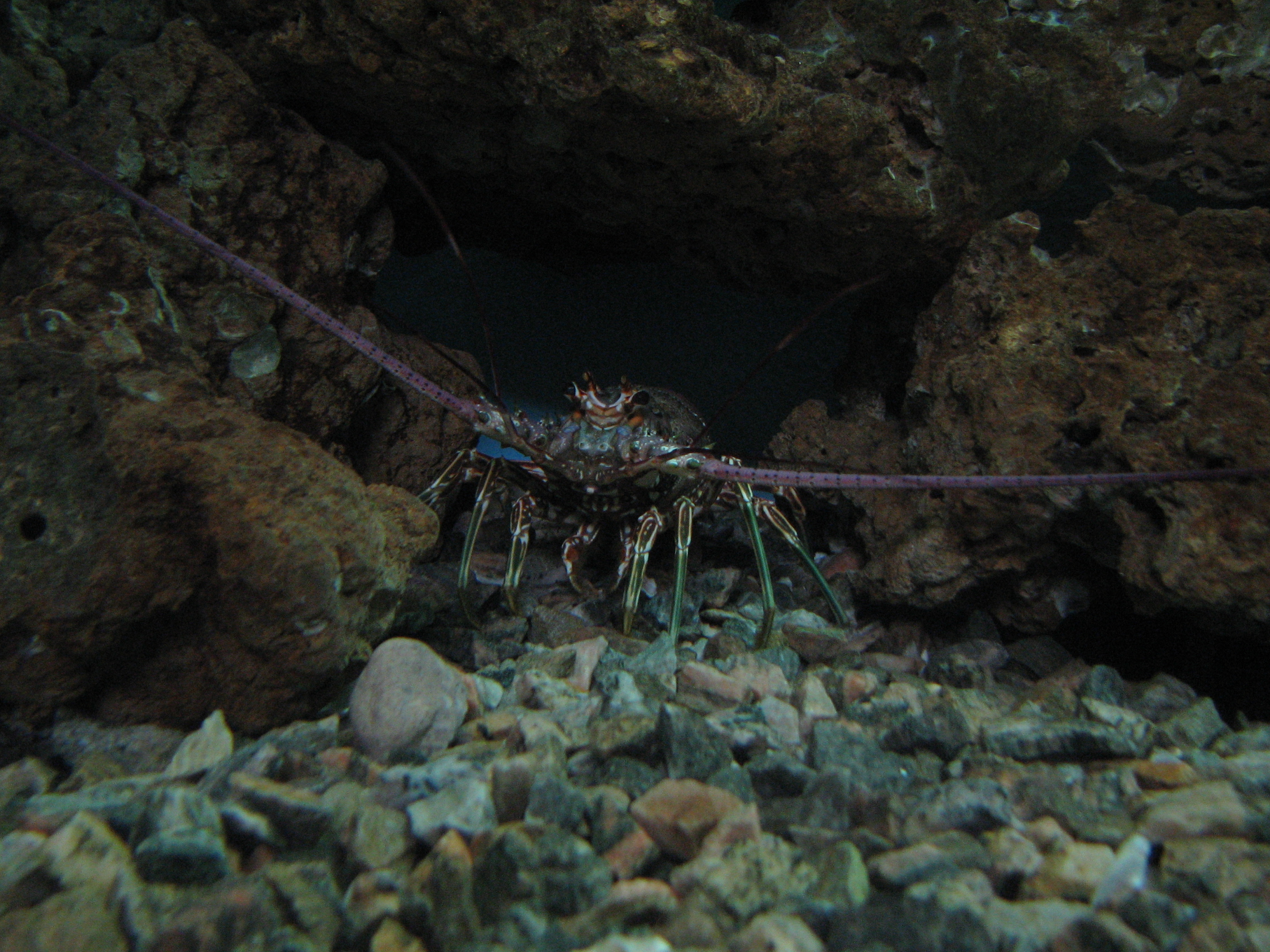
Vista de crustáceo no Oceanário de Aracaju.

### Aquários e Tanques
O Oceanário reúne cerca de 70 espécies diferentes, todas nativas de Sergipe expostas em 18 aquários (cinco de água doce e 13 de água salgada). Logo na entrada, fica o maior deles, o grande aquário oceânico, com 150 mil litros, abrigando cerca de 30 espécies, incluindo arraias, tubarões, moréias, xaréus, caranhas, vermelhos e meros. Possui também a réplica da parte submersa de uma plataforma petrolífera, fazendo com que o visitante entenda melhor a interação do meio natural com essa estrutura existente no litoral sergipano, que é produtor de petróleo. Há ainda quatro tanques: um onde os visitantes podem tocar em várias espécies de invertebrados, crustáceos, moluscos e peixes, sempre com a  orientação de um monitor; dois tanques com espécies de tartarugas marinhas; e um tanque com tubarões, onde o visitante poderá observar de perto o comportamento da espécie.

### Visitas Orientadas
O pceanário conta com visitas orientadas, palestras e exposições para fortalecer a sensibilização dos moradores da região e visitantes para preservação do ecossistema marinho e das riquezas do rio São Francisco.

### Alimentação dos Animais
Todos os dias durante a alimentação nos tanques e aquários, sempre às 10h30 e 16h30, os visitantes também podem acompanhar um pouco da rotina do projeto na companhia de um monitor, enquanto ele alimenta tubarões, tartarugas e outras espécies preservadas pelo projeto.

## Como chegar

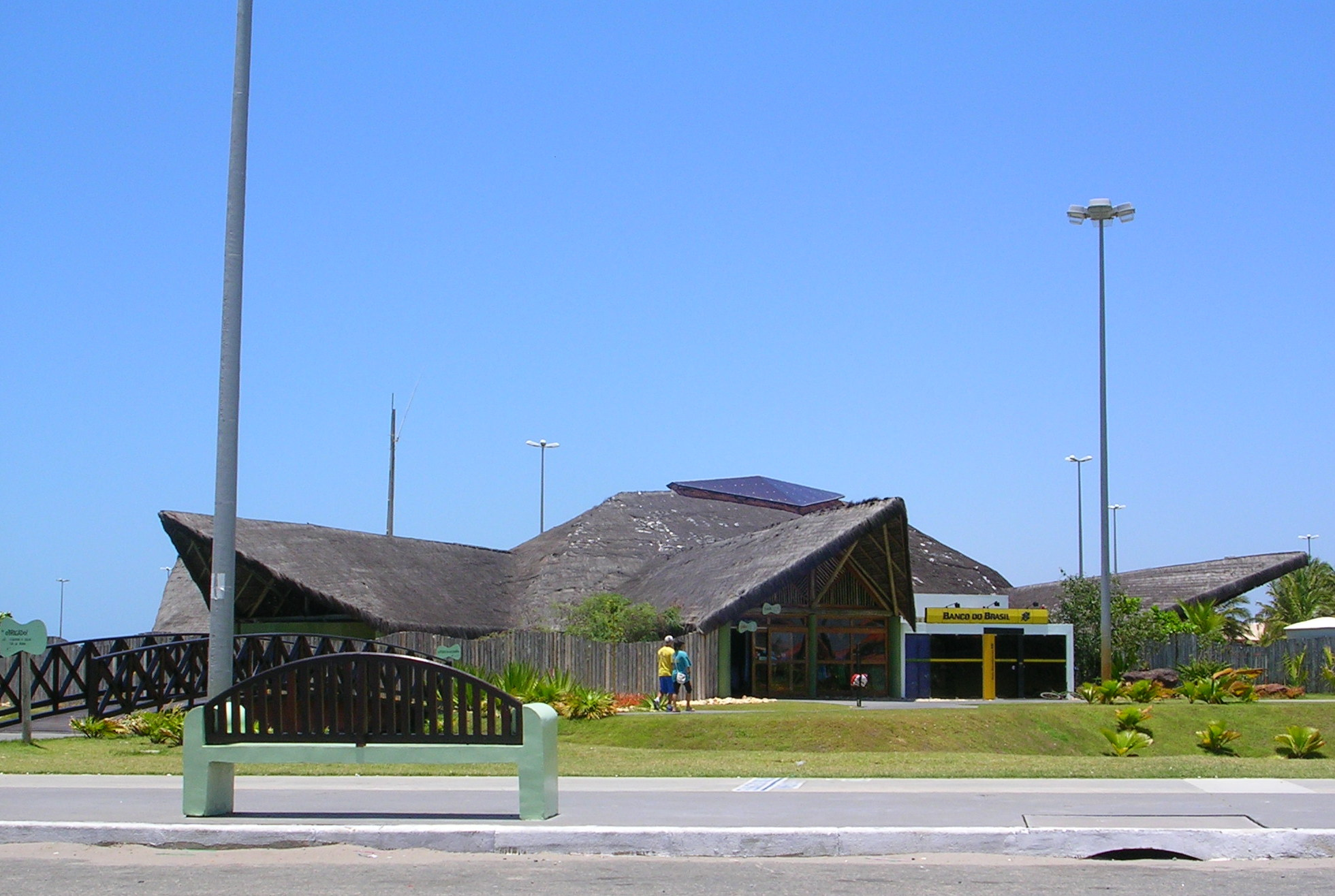
Oceanário de Aracaju, Sergipe, Brasil.

O Oceanário de Aracaju fica na orla de Atalaia, em frente aos Lagos. Partindo-se do Centro, deve-se seguir pela avenida Ivo do Prado e na sequência pela 13 de Julho, em direção ao Shopping Rio Mar. Daí, pela avenida Mário Jorge, chega-se então à Atalaia (avenida Santos Dumont, 1010);